# Leben der Hundert Tertöns
Das Leben der Hundert Tertöns (tib. gter ston brgya rtsa'i rnam thar) ist eine Sammlung von Biographien von Guru Rinpoche und den wichtigsten Tertöns von Jamgön Kongtrül Lodrö Thaye (1813–1899). Sie ist im Rinchen Terdzö (tib.: rin chen gter mdzod; „Schatz wiederentdeckter Lehren“)
enthalten. Darin sind Biographien von 108 Tertöns (gter ston) und bedeutender Nyingma-Meister nachzulesen.